# Eva de Goede
Eva de Goede, född den 22 mars 1989 i Zeist, Nederländerna, är en nederländsk landhockeyspelare.

## Karriär
Eva de Goede tog OS-guld i damernas landhockeyturnering i samband med de olympiska landhockeytävlingarna 2008 i Peking. Hon tog OS-guld igen i samma gren i samband med de olympiska landhockeytävlingarna 2012 i London.
Vid de olympiska landhockeytävlingarna 2016 i Rio de Janeiro tog hon en silvermedalj efter förlust på straffar mot Storbritannien i finalen. I augusti 2021 vid OS i Tokyo tog de Goede sitt tredje OS-guld efter att Nederländerna besegrat Argentina med 3–1 i finalen.